# نوتر-دام دو نیس

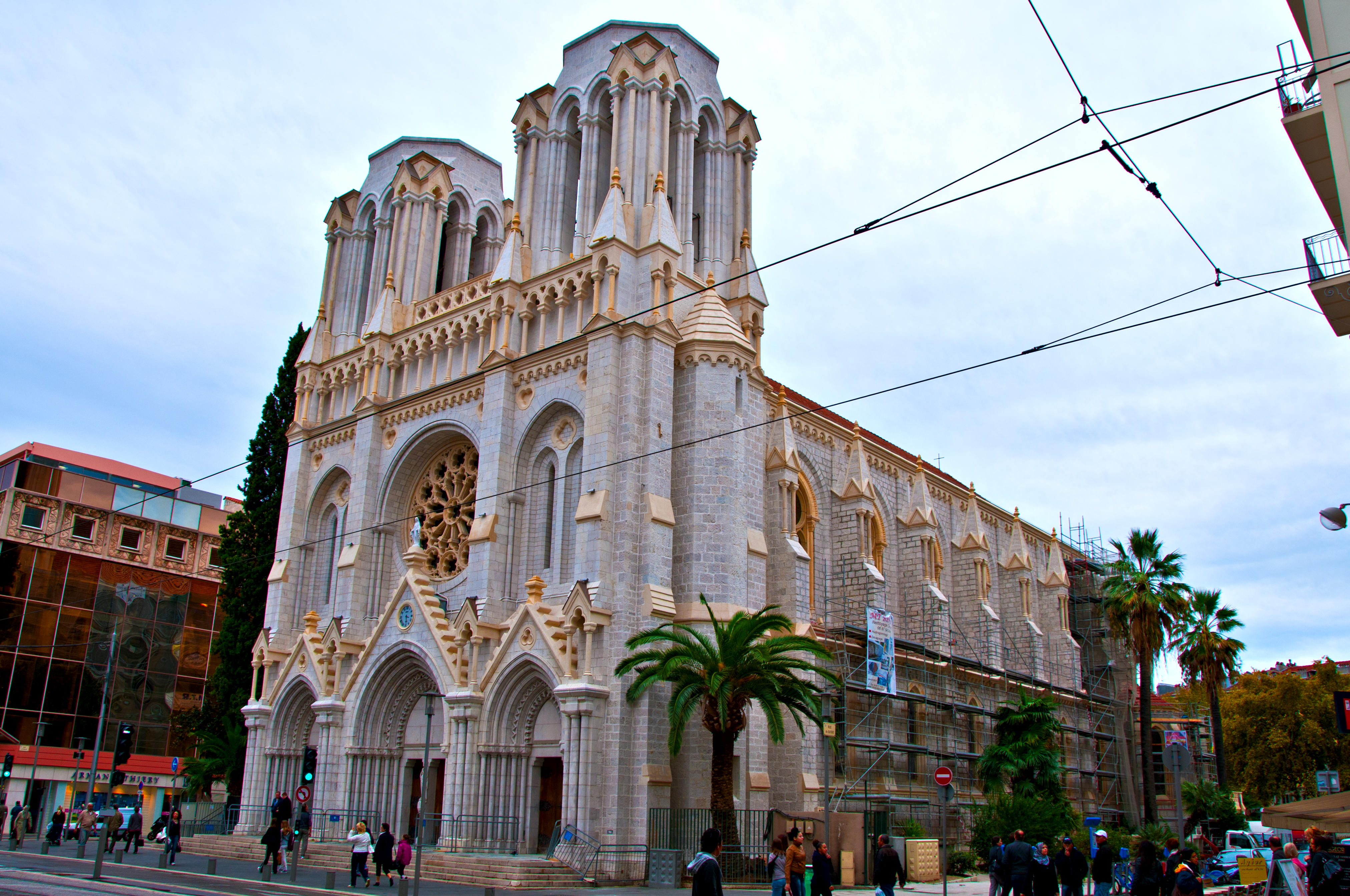
برج‌های باسیلیکا

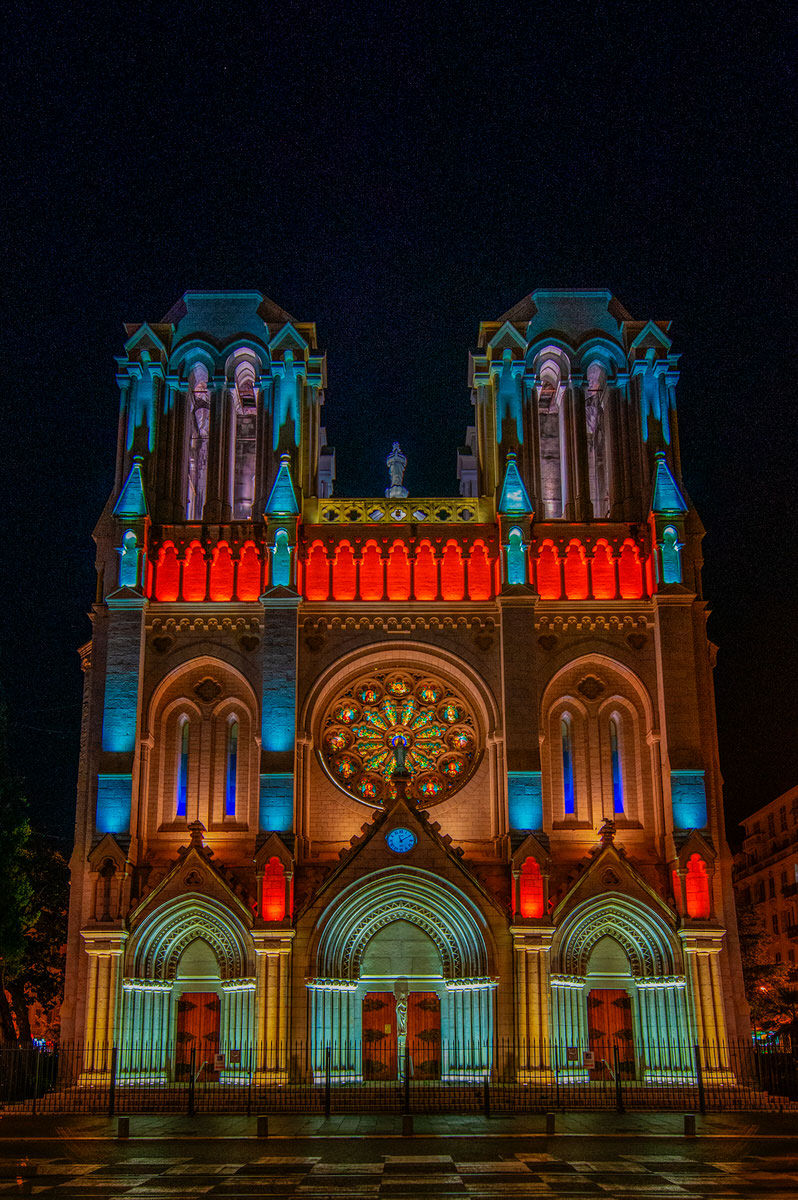
Notre Dame de Nice شب

کلیسای جامع نوتر-دام دو نیس (به فرانسوی: Basilique Notre-Dame de Nice‎) یک کلیسای کاتولیک رومی است که در خیابان Jean Médecin در مرکز نیس، فرانسه واقع شده‌است. این مکان یک معماری نئوگوتیک است.
باسیلیکا، بین سالهای ۱۸۶۴ و ۱۸۶۸ ساخته و توسط لوئیس لنورمند طراحی شده‌است و بزرگترین کلیسای شهر نیس است، اما کلیسای جامع نیست.
این کلیسا با الهام از کلیسای جامع آنجرز، به سبک معماری گوتیک ساخته شده‌است. انگیزه ساخت آن پس از الحاق شهر نیس به فرانسه از پادشاهی ساردنی به فرانسه بود و در آن زمان ساختمانهای گوتیک به‌طور مشخص فرانسوی بودند. برجسته‌ترین ویژگی‌های آن دو برج مربع ۶۵ است به ارتفاع متر، که همراه با یک پنجره گل رز بزرگ با صحنه‌هایی از عروج مریم، بر جبهه شرقی تسلط دارند.
در تاریخ ۲۹ اکتبر سال ۲۰۲۰، سه نفر در یک حمله آشکار اسلامگرایان کشته شدند. (حمله ۲۰۲۰ نیس)